# 이창호
이창호(李昌鎬, 1975년 7월 29일 ~ )는 전북특별자치도 전주시에서 태어난 대한민국의 프로 바둑 기사이다. 바둑 스타일은 수비와 공격을 적절하게 구사하는 기사로 알려져 있다. 한국기원 소속이며 1990년대 초반부터 2000년대에 걸쳐 최전성기 시기에는 세계 바둑대회에서 21회 우승 등 세계바둑의 최강으로 불렸다. 그의 아버지 이재룡은 전주에서 이시계점을 운영했다. 그는 바둑 역사상 최연소 바둑 세계챔피언이라는 타이틀을 갖고 있다.

## 약력

### 유년기
1975년 전북특별자치도 전주에서 삼형제 중 둘째로 태어났다. 본관은 경주 이씨로, 부모님은 자녀가 하고 싶은 일을 자유롭게 하도록 하셨다. 어린 시절에는 동생과 함께 게임센터에서 자주 놀았다. 5세 무렵 할아버지가 친구와 바둑을 두는 모습을 보고 바둑과 처음 만났다. 알카기나 오목을 하다가 바둑을 배우게 되었고, 점차 바둑에 빠져들었다. 이를 본 할아버지는 그를 지역 바둑회로 데려갔다. 할아버지의 교육법은 독특했는데, 특정 강좌나 프로 바둑기사에게 배우는 것이 아니라 바둑을 둘 수 있는 사람이라면 실력에 관계없이 누구와도 두게 했다. 당시 바둑을 두는 어린이가 거의 없었기에, 그는 전주의 명물이 되었다. 이후 바둑회 소장과 전국의 아마 고단자들로부터 지도를 받았고, 그 중에서도 이정옥에게 천 번이 넘는 지도를 받았다.

### 프로 바둑 시대
1983년 여름부터는 프로 바둑기사 전영선(당시 7단)에게 배웠다. 바둑을 배우고 2년 만에 헤테배 전국 어린이 바둑대회에서 16강에 들었고, 최연소로 장려상을 받았다. 그 다음 해에는 오켄돔 바둑왕전에서 우승하며, 부모님은 그를 프로 바둑의 길로 나서게 결심했다. 전영선의 소개로 당시 바둑 대회에서 전관왕을 차지한 조훈현과 만났다. 3자의 지도 대국을 한 후, 1984년 여름에 내제자로 들어가게 되었다. 당시 한국에는 내제자 제도가 없었고, 전성기의 탑 바둑기사가 내제자를 받는 것은 이례적인 일이었다. 또한 한국기원에서 연구생으로 등록되어 5급으로 시작했다.
1986년 제54회 입단 시험에서 입단했으며, 11세 2일의 입단은 조훈현에 이어 가장 어린 기록을 세웠다. 입단 후에는 양재호, 유창혁, 윤승현 등과 함께 오키암 연구회를 열었고, 2년 차 3차 예선에서 전영선 스승과 대국하여 승리하며 본선에 진출했다. 1987년에는 승리수 2위(44승 11패), 승률 1위(80%)로 마무리했다.
1988년에는 국기전 8강에서 서봉수를 이기며 큰 화제를 모았다. 12월 24일 최고위 도전 대국에서 조훈현과의 첫 스승 대결이 펼쳐졌으나 1승 3패로 패배했다. 이어서 패왕전 도전 대국에서도 조훈현과 대결을 벌였지만 0승 3패로 끝났다. 비록 패배했지만, 11세의 신인 기사와 35세의 탑 기사의 대결은 한국에서 큰 관심을 모았다. 이 해에는 75승 10패로 승률 1위(88.24%), 최다 승리, 최다 대국수(85국), 연승 기록(25연승)을 세우며 6개 대회에서 본선까지 진출하고 MVP로 선정되었다.
1989년 4월 제2회 후지쯔배 세계 대회에 처음 출전했고, 1989년 8월 8일 KBS 바둑왕전에서 김수창을 2-0으로 이기며 첫 타이틀을 획득했다. 이로써 14세의 최연소 타이틀 획득 기록을 세웠다.
1990년 2월 2일 제29기 최고위전에서 조훈현과의 타이틀전 4번째 대결에서 3-2로 승리하며, 조훈현이 처음으로 얻은 타이틀을 제자로서 이어받게 되었다. 이 대결은 언론에서 "보은 대국"이라고 불리기도 했다.
1990년 2월 27일부터 9월 2일까지 41연승을 기록한 후, 1990년 10월 10일에는 10년 동안 국수를 지켜온 조훈현을 이기고 국수 타이틀을 거머쥐었다. 이 시점에서 그는 조훈현, 서봉수, 유창혁과 함께 '사강'이라 불리게 되었다.
1991년에는 고등학교 입학과 함께 조훈현의 집을 떠나 독립적으로 생활을 시작했다. 그 해에는 "바둑 클럽" 잡지 기획으로 의다기키와 오번 승부를 진행했으나 1-3으로 패배했다. 이후 의다기키와의 대결에서 계속해서 고전했다.
1992년 1월 27일에는 제3기 동양증권배 세계선수권에서 린하이펑을 물리치며 최연소 세계 타이틀을 획득했다(15세 6개월). 이로 인해 한국에서는 어린이 바둑 교실의 붐이 일었다.
1993년에는 동양증권배에서 조치훈을 3-0으로 이기며 연속 우승하였고, 1994년 2월 제2회 진로배에서 한국의 우승에 기여하며, 한국 바둑계가 세계 대회에서 우승하는 시대가 열리기 시작했다.
1994년 77승 20패의 성적을 기록하며 승률 79.4%로 13개의 타이틀을 획득했으며, 통산 타이틀 수는 39개로 늘어났다.
만 19세가 된 이창호의 병역 문제에 대한 논의가 시작되었다. 한국기원 이사장인 장재식 의원을 포함한 105명의 국회의원들이 연명으로 '이창호 후원회'를 결성하였고, 그 결과 1994년 12월 6일 병역법 시행령 제49조가 개정되어 병역 특혜가 추가되었다. 이창호는 1995년 3월 27일 군사 훈련을 4주간 받은 후, 3년간 공익근무요원으로 복무하였고, 1998년 3월 26일 복무를 마쳤다.
1996년 8월 3일 제9회 세계 바둑선수권 후지쯔배에서 처음으로 해외에서 열린 세계 대회에서 우승하였으며, 이 해에는 진로배, 동양증권배, 후지쯔배, TV 바둑 아시아선수권에서 우승을 차지했다. 또한, 한중일 3국 특별 초청 세계 바둑 최강전 더블 리그에서 4전 전승을 기록했습니다.
2000년 4월 28일 제4회 응창기배 세계 프로 바둑선수권에서 장예에게 승리하며 우승하였고, 삼성화재배 우승 및 국내 삼관왕에 올랐다. 2001년에는 국제 대회에서 2번 우승하고, 국내에서 6관왕을 차지하며 통산 100번째 우승을 달성했다. 2003년 도요타 & 덴소배 바둑 세계 왕좌전과 제4회 춘란배 세계 바둑선수권에서 우승하며 세계 대회 그랜드슬램을 달성했다.
2011년 초반 국수전에서 패배하며 22년 만에 무관의 시기를 맞이하였다. 2017년 월간 바둑에서 진행한 "역대 최고의 기사"라는 설문조사에서 1위로 선정되었다.
2025년 유아인이 이창호 역을 맡은 넷플릭스 제작 영화 《승부》가 공개하였다.

## 기록
- 조훈현에 이어 역대 최연소 입단기록 2위(11세 1개월)
- 최연소 종합기전 우승(KBS 바둑왕전, 13세 6개월)
- 최연소 국제기전 우승(동양증권배, 16세 5개월)
- 세계대회 그랜드슬램
- 세계대회 통산 최다 우승 21회
- 연승 기록 41연승(1990년）
- 통산 100회 타이틀 돌파(5회 LG배 세계기왕전 2001년 5월 21일, VS 이세돌 三단 242수 백 불계승)
- 통산 타이틀 140회 (국내기전 77회,국제기전 23회)
- 통산 준우승 52회 (국내기전 39회,국제기전 13회)
- 통산 타이틀전 최다출전 192회
- 연간 상금(10억 돌파)(2001년)
- 통산 최다승 1791승
- 통산 최다패 699패
- 통산 최고승률 71,90%
- 통산 최다 불계승 862회
- 통산 최다 불계패 426회
- 통산 최다 반집승 66회
- 통산 최다수 369수
- 통산 최소수 49수
- 통산 전적(2490국, 1791승 699패 ,승률 71.90%)

### 세계대회 성적
| 대회       | 1988 | 1989   | 1990   | 1991 | 1992 | 1993  | 1994 | 1995 | 1996 | 1997 | 1998   | 1999   | 2000   | 2001  | 2002   | 2003 | 2004 | 2005   | 2006   | 2007   | 2008   |
| ---------- | ---- | ------ | ------ | ---- | ---- | ----- | ---- | ---- | ---- | ---- | ------ | ------ | ------ | ----- | ------ | ---- | ---- | ------ | ------ | ------ | ------ |
| 응씨배     | ×    | -      | -      | -    | 16강 | -     | -    | -    | 8강  | -    | -      | -      | 우승   | -     | -      | -    | 8강  | -      | -      | -      | 준우승 |
| 후지쯔배   | ×    | 24강   | 8강    | 16강 | 24강 | ×     | 16강 | 16강 | 우승 | 16강 | 우승   | 16강   | 16강   | 24강  | 4강    | 3위  | 8강  | 16강   | 8강    | 준우승 | 준우승 |
| 동양증권배 | 8강  | 준우승 | 우승   | -    | 우승 | 16강  | 16강 | 우승 | -    | 4강  | 우승   | 중지   | 중지   | 중지  | 중지   | 중지 | 중지 | 중지   | 중지   | 중지   | 중지   |
| 삼성화재배 | -    | -      | -      | -    | -    | -     | -    | -    | 4강  | 우승 | 우승   | 우승   | 16강   | 4강   | 16강   | 8강  | 32강 | 준우승 | 준우승 | 16강   | 8강    |
| LG배       | -    | -      | -      | -    | -    | -     | -    | -    | 우승 | 4강  | 우승   | 4강    | 우승   | 4강   | 준우승 | 우승 | 4강  | 16강   | 8강    | 32강   | 4강    |
| 춘란배     | -    | -      | -      | -    | -    | -     | -    | -    | -    | -    | 준우승 | 16강   | 16강   | -     | 우승   | -    | 우승 | -      | 8강    | -      | 준우승 |
| 도요타배   | -    | -      | -      | -    | -    | -     | -    | -    | -    | -    | -      | -      | -      | -     | 우승   | -    | 8강  | -      | 4강    | -      | 16강   |
| 중환배     | -    | -      | -      | -    | -    | -     | -    | -    | -    | -    | -      | -      | -      | -     | -      | -    | 4강  | 16강   | -      | 우승   | 중지   |
| TV아시아   | ×    | ×      | 준우승 | ×    | ×    | 1회전 | ×    | 우승 | 우승 | 4강  | 1회전  | 준우승 | 준우승 | 1회전 | 우승   | 4강  | ×    | 1회전  | 준우승 | ×      | 4강    |
| 농심배     | -    | -      | -      | -    | -    | -     | -    | -    | -    | -    | -      | 2:0    | 1:0    | 2:0   | 2:0    | 2:0  | 5:0  | 0:1    | 2:0    | 0:1    | 0:0    |

| 대회       | 2009   | 2010 | 2011   | 2012 | 2013  | 2014 | 2015 | 2016 | 2017 | 2018  |
| ---------- | ------ | ---- | ------ | ---- | ----- | ---- | ---- | ---- | ---- | ----- |
| 응씨배     | -      | -    | -      | 4강  | -     | -    | -    | ×    | -    | -     |
| 후지쯔배   | 준우승 | 16강 | ×      | 중지 | 중지  | 중지 | 중지 | 중지 | 중지 | 중지  |
| 삼성화재배 | 4강    | 16강 | 16강   | ×    | ×     | 32강 | 16강 | ×    | ×    | ×     |
| LG배       | 준우승 | 8강  | 준우승 | 16강 | 32강  | ×    | 32강 | ×    | ×    | ×     |
| 춘란배     | -      | 16강 | -      | ×    | -     | ×    | -    | ×    | -    | ×     |
| BC카드배   | 16강   | 64강 | 32강   | 32강 | 중지  | 중지 | 중지 | 중지 | 중지 | 중지  |
| 바이링배   | -      | -    | -      | ×    | -     | ×    | -    | ×    | -    | ×     |
| 몽백합배   | -      | -    | -      | -    | 64강  | -    | ×    | -    | ×    | -     |
| 신아오배   | -      | -    | -      | -    | -     | -    | -    | ×    | -    | 중지  |
| 천부배     | -      | -    | -      | -    | -     | -    | -    | -    | -    | 1회전 |
| TV아시아   | 4강    | 4강  | ×      | ×    | 1회전 | ×    | ×    | ×    | ×    | ×     |
| 농심배     | 3:0    | 0:0  | 0:1    | ×    | ×     | ×    | ×    | ×    | ×    | ×     |

- 주1：녹색은 대회 진행 중

강원랜드배 한중 바둑대전：
- 2006년 제1회, 주장, 창하오 9단에 패

SBS배 세계바둑 최강전
- 1991년 제1회, 3장, 류샤오광 9단에 승, 린하이펑 9단에 패

진로배 세계 바둑 최강전：
- 1992년 제1회, 3장，차오다위옌 9단에 승, 린하이펑 9단에 패
- 1993년 제2회, 주장，다케미야 마사카 9단에 승 한국 우승 결정
- 1994년 제3회, 4장，차오다위옌 9단, 고마츠 히데키 8단, 마샤오춘 9단, 다케미야 마사키 9단에 승, 녜웨이핑 9단에 패
- 1995년 제4회, 4장，차오다위옌 9단, 고마츠 히데키 8단, 다케미야 마사키 9단, 녜웨이핑 9단에 승, 마샤오춘 9단에 패
- 1996년 제5회, 미출장，서봉수 9단 9연승으로 한국 우승 결정

농심 신라면배 세계 바둑 최강전：
- 1999년 제1회, 주장，조선진 9단, 마샤오춘 9단에 2연승으로 한국 우승 결정
- 2000년 제2회, 주장，가토 마사오 9단에 승 한국 우승 결정
- 2001년 제3회, 주장，창하오 9단, 저우허양 9단에 2연승으로 한국 우승 결정
- 2002년 제4회, 주장，후야오위 7단, 뤄시허 9단 2연승으로 한국 우승 결정
- 2003년 제5회, 주장，가토 마사오 9단, 린하이펑 9단에 2연승으로 한국 우승 결정
- 2004년 제6회, 주장，뤄시허 9단, 장쉬 9단, 왕레이 8단, 왕밍완 9단, 왕시 5단에 5연승 한국 우승 결정
- 2005년 제7회, 주장，요다 노리모토 9단에 패
- 2006년 제8회, 주장，쿵제 7단, 구리 9단에 2연승으로 한국 우승 결정
- 2007년 제9회, 4장，창하오 9단에 패
- 2008년 제10회, 미출전，이세돌 9단 2연승으로 한국 우승
- 2009년 제11회, 주장，류싱 7단, 구리 9단, 창하오 9단에 3연승으로 한국 우승 결정
- 2010년 제12회, 미출전，최철한 9단 4연승으로 한국 우승

봉황고성배 세계바둑정상대결
- 2005년 제2회，창하오 9단과 4패빅 화국

아시안게임
- 2010년광저우아시안게임 바둑 경기 남자단체전 우승

## 일화
- 견고한 기풍과 대국 중의 흔들리지 않는 표정으로 바둑인들로부터 '돌부처'라는 별명을 얻었다.
- 20대까지는 뛰어난 계산력을 바탕으로 두텁고 안정적인 승부 호흡을 갖고 있었다. 그러나 최근들어서 전투적인 기풍으로 변모하고 있다는 평가를 받고 있다.
- 응답하라 1988의 주인공 최택(1971년 10월생, 쌍문동 봉황당 골목 친구였던 성덕선[1971년 9월생]의 남편)의 모티브가 된 인물이다.

## 관련서적
《이창호 정통바둑》, 《이창호 어린이 바둑교실》 등 바둑 서적 다수를 집필하였으며, 에세이집으로 《이창호의 부득탐승》(2011년)이 있다. 1998년부터 매니저로 일해온 동생 이영호가 원정기 및 뒷이야기를 정리한 책으로 《나의 형, 이창호》(2005년)가 있다.

## 연기한 배우
- 1994년 영화 〈맞수〉...  정준
- 2025년 영화 〈승부〉... 유아인(아역: 김강훈)

## 가족 관계
- 할아버지: 이화춘( ~ 1986년)
- 아버지 : 이재룡(1948년 ~ 2023년 5월 6일)
- 어머니 : 채수희(생존)
- 형: 이광호
- 동생: 이영호 (1976년 ~ 2024년 1월 29일)
- 배우자 : 이도윤
  - 딸: 이소정, 이시연

## 같이 보기
- 조훈현
- 이세돌
- 박정환
- 최철한
- 박영훈
- 창하오
- 구리
- 원성진
- 박보검
- 김주혁